# Église Saint-Martin de Malaumont
L'église Saint-Martin est une église catholique située à Chonville-Malaumont, en France.

## Localisation
L'église est située dans le département français de la Meuse, sur la commune de Chonville-Malaumont.

## Historique
L'édifice est classé au titre des monuments historiques en 1908 et inscrit en 1994.